# Expresso (Portugal)
Expresso (Expressen på svenska) är en portugisisk tidning och nättidning, grundad 1973, som utkommer en gång i veckan i Portugal.